# То Лам

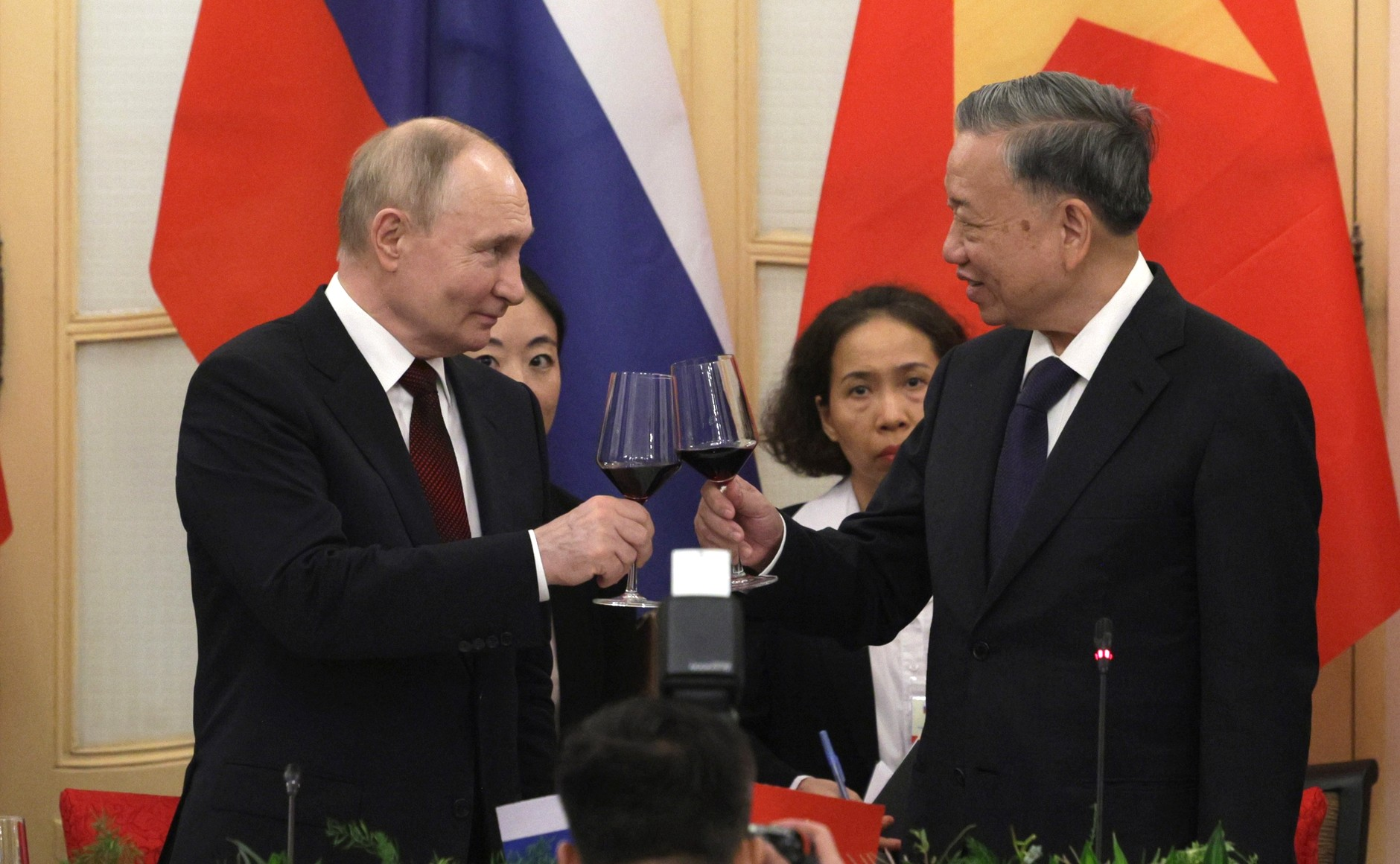
Владимир Путин и То Лам, июнь 2024

То Лам (вьет. Tô Lâm; род. 10 июля 1957, Нгиачу, район Ванзянг провинции Хынгйен, ДРВ) — вьетнамский политический, военный, государственный и партийный деятель, генеральный секретарь ЦК КПВ с 3 августа 2024 года, президент Вьетнама с 22 мая по 21 октября 2024 года. С 2016 — член Политбюро ЦК КПВ. Министр общественной безопасности СРВ в 2016—2024 годах. Возглавлял вьетнамскую полицию и органы госбезопасности, считается одним из самых влиятельных партийно-государственных руководителей.

## Происхождение
Родился в семье офицера милиции ДРВ. То Куен — отец То Лама — был одним из основателей милицейской системы Вьетминя, видным деятелем Компартии Вьетнама (КПВ), активным участником Вьетнамской войны. Район Ванзянг провинции Хынгйен, откуда родом То Лам, считается во Вьетнаме своего рода «кузницей кадров» политической, научной и культурной элиты.
С ранней юности То Лам рассматривался как продолжатель То Куена, потомственный представитель силовой элиты КПВ. В 1979 году То Лам окончил Институт народной безопасности — специализированное учебное заведение для подготовки кадров МВД и Министерства общественной безопасности (МОБ). Поступил на службу в МВД, с 1998 — МОБ. С 1981 — член КПВ.

## Карьера
То Лам служил в управлении политической защиты МОБ, в 1988—1993 годах возглавлял Первый департамент. С 1993 по 2006 год — заместитель начальника, затем начальник управления политической защиты. В 2006—2009 годах — генерал-майор То Лам — заместитель начальника главного управления безопасности МОБ генерал-лейтенанта Нгуен Ван Хыонга. С 2009 — начальник управления. Курировал контрразведку и подавление антиправительственных диссидентских и религиозных групп. В 2010 году То Лам в звании генерал-лейтенанта назначен заместителем министра общественной безопасности Чан Дай Куанга. С 2011 — член ЦК КПВ. В 2014 году То Ламу присвоено звание генерал-полковника. С января 2016 года То Лам — член Политбюро ЦК КПВ. В 2019 стал генералом армии.
2 апреля 2016 года Чан Дай Куанг занял пост президента СРВ. Неделю спустя, 9 апреля, министром общественной безопасности был назначен То Лам. Ещё через три недели он возглавил Комитет по борьбе с коррупцией при ЦК КПВ. Во главе МОБ То Лам инициировал реформу органов безопасности — повышение мобильности, оперативности и дисциплины, а также усиление правового контроля и гуманизации. При этом отмечалось, что в части гуманизации сам То Лам допускал нарушения новых правил, когда речь шла об арестах диссидентов.

## Позиции
До начала своего президентства, в партийно-государственной иерархии формально То Лам занимал четвёртую (до конца октября 2018 — пятую) позицию: после генерального секретаря ЦК КПВ и президента СРВ Нгуен Фу Чонга), председателя парламента Нгуен Тхи Ким Нган, министра обороны Нго Суан Литя. В 2016—2017 годах он возглавлял также специальную комиссию ЦК КПВ по управлению регионом Центрального плато.
Предполагается, однако, что реальное политическое влияние То Лама было выше формального статуса. В его ведении находились службы правопорядка, безопасности и политического сыска, обеспечивающие политическую стабильности режима КПВ. Комментаторы называют То Лама «восходящей звездой» вьетнамской политики. Он считался единственным реальным соперником Нгуен Фу Чонга в закулисной политической борьбе, и, по некоторым данным, это создавало серьёзное напряжение между ними. Некоторые обозреватели посчитали, что приход Нгуен Фу Чонга на пост главы государства 23 октября 2018 года ослабил позиции То Лама в этой конкуренции.
То Лам выступает как главный проводник консервативной линии и жёсткого политического курса в руководстве КПВ. Характерны регулярные обращения То Лама к образу Хо Ши Мина и его заветам. Доктрина То Лама основана на приоритете стабильности и безопасности. Для борьбы с возросшей преступностью То Лам предлагает усилить всеобъемлющий административный контроль, уплотнить полицейское наблюдение и вмешательство на низовых уровнях социальной жизни. В специальное направление выделяется контроль за Интернетом.
В июле 2017 года То Лам принимал в Ханое секретаря Совета безопасности РФ Николая Патрушева — обсуждалась проблематика цветных революций и совместного противодействия. Особое внимание уделяется взаимодействию МОБ СРВ с МОБ ЛНДР и МВД Камбоджи. То Лам регулярно контактирует с лаосским министром общественной безопасности Сомкео Силавонгом, его преемником Вилаем Лакхамфонгом и камбоджийским министром внутренних дел Сар Кенгом.
Оппозиция обвиняет То Лама в жёстких внеправовых преследованиях, в том числе организации нападений на диссидентов и похищений политических противников за пределами Вьетнама. Официальные власти СРВ отвергают эти обвинения.

## Скандал
То Лам упоминается в связи с делом Чинь Суан Тханя — бывшего менеджера вьетнамской нефтяной госкомпании и чиновника Министерства торговли и промышленности, обвинённого в хищениях и бежавшего из Вьетнама. Летом 2017 года Чинь Суан Тхань был насильственно задержан в Берлине, доставлен в Ханой и в 2018 году приговорён к пожизненному заключению.
Германские власти обвинили СРВ в похищении эмигранта. Возник международный скандал, затронувший интересы Вьетнама, Германии, Чехии, Словакии. Причастность к этой спецоперации МОБ СРВ не вызывает сомнений, хотя То Лам утверждал, что законы Вьетнама и Германии при этом не нарушались. Чинь Суан Тхань сделал публичное заявление о добровольном возвращении, но оно было воспринято как следствие оказанного давления. Эта ситуация негативно отразилась на международном имидже МОБ СРВ и его главы.

## Личность
Американский дипломат Майкл Мичалак, бывший посол США во Вьетнаме, характеризовал То Лама как политика «жёсткого и умного» (встреча Мичалака с То Ламом в качестве главы МОБ состоялась в рамках рабочего визита делегации Делового совета США — АСЕАН).
То Лам — глава большого семейства. По натуре считается человеком, обладающим светскими манерами и чувством юмора. Он автор ряда сочинений по политической истории КПВ и СРВ и методикам милицейской службы.

## Награды
- Орден Дружбы (3 декабря 2021, Россия) — за большой вклад в развитие двустороннего сотрудничества между Российской Федерацией и Социалистической Республикой Вьетнам[23].
- Орден Дружбы народов (6 мая 2025, Беларусь) — за значительный вклад в развитие и укрепление дружественных отношений, стратегического партнёрства между Республикой Беларусь и Социалистической Республикой Вьетнам[24].
- Орден «Достык» I степени (2025, Казахстан)[25].
- Орден «Хосе Марти» (2024, Куба)[26].
- Почётный профессор Российской академии народного хозяйства и госслужбы при президенте РФ (РАНХиГС) (2025)[27].